# Hell: The Sequel
Hell: The Sequel – debiutancki minialbum duetu Bad Meets Evil, w skład którego wchodzą Eminem i Royce da 5’9”. Kompozycja została wydana 14 czerwca 2011 roku nakładem wytwórni Shady Records i Interscope Records. W Polsce premiera miała miejsce 24 czerwca 2011 roku.

## Informacje
Dwa utwory, „Echo” i „Living Proof” „wyciekły” do sieci w listopadzie 2010, powodując spekulacje wśród fanów o nadchodzącym projekcie Bad Meets Evil. 25 kwietnia 2011 minialbum został potwierdzony, zaś 2 maja Eminem ogłosił tytuł Hell: The Sequel. Dwa powyższe utwory znajdują się na wersji deluxe minialbumu. Tytuł EP jest bezpośrednim nawiązaniem do poprzedniego dzieła współpracy Eminema i Royce’a pt. „Bad Meets Evil” z The Slim Shady LP, a konkretnie do ostatniego zdania „Do zobaczenia w piekle na ciąg dalszy, Bad Meets Evil”.
Płyta zawiera produkcje od Mr. Porter, Havoc, Bangladesh, Sid Roams, Supa Dups i The Smeezingtons. Mike Epps, Slaughterhouse i Bruno Mars pojawiają się jako goście na albumie. Na bonusowym utworze „Echo” pojawia się kanadyjska piosenkarka Liz Rodriguez. W refrenach utworów „Above the Law” i „ Take From Me” pojawia się Claret Jai.
Hell: The Sequel zadebiutował jako numer 1 na liście Billboard 200, ze sprzedanymi 171,000 egzemplarzy.

## Single
Utwór „Fast Lane” wydano 3 maja 2011 r. jako pierwszy singel z Hell: The Sequel. Został on wyprodukowany przez Supa Dups i Eminema. Teledysk miał swoją premierę 8 czerwca 2011. Drugi singel „Lighters” z Bruno Marsem, pojawił się w rozgłośniach radiowych 14 czerwca 2011.

## Lista utworów
| Nr | Tytuł               | Gościnnie      | Producent                            | Czas |
| -- | ------------------- | -------------- | ------------------------------------ | ---- |
| 1  | „Welcome 2 Hell”    |                | Havoc                                | 2:57 |
| 2  | „Fast Lane”         |                | Eminem, Supa Dups                    | 4:09 |
| 3  | „The Reunion”       |                | Sid Roams                            | 4:50 |
| 4  | „Above the Law”     |                | Mr. Porter                           | 3:29 |
| 5  | „I'm On Everything” | Mike Epps      | Mr. Porter                           | 4:31 |
| 6  | „A Kiss”            |                | Bangladesh                           | 4:34 |
| 7  | „Lighters”          | Bruno Mars     | Eminem, The Smeezingtons, Battle Roy | 5:03 |
| 8  | „Take From Me”      |                | Mr. Porter                           | 3:25 |
| 9  | „Loud Noises”       | Slaughterhouse | Mr. Porter                           | 4:20 |

### Dodatkowe utwory
| Nr | Tytuł          | Gościnnie     | Producent  | Czas |
| -- | -------------- | ------------- | ---------- | ---- |
| 10 | „Living Proof” |               | Mr. Porter | 3:55 |
| 11 | „Echo”         | Liz Rodriguez | DJ Khalil  | 4:55 |